# یونومیا ۱۵

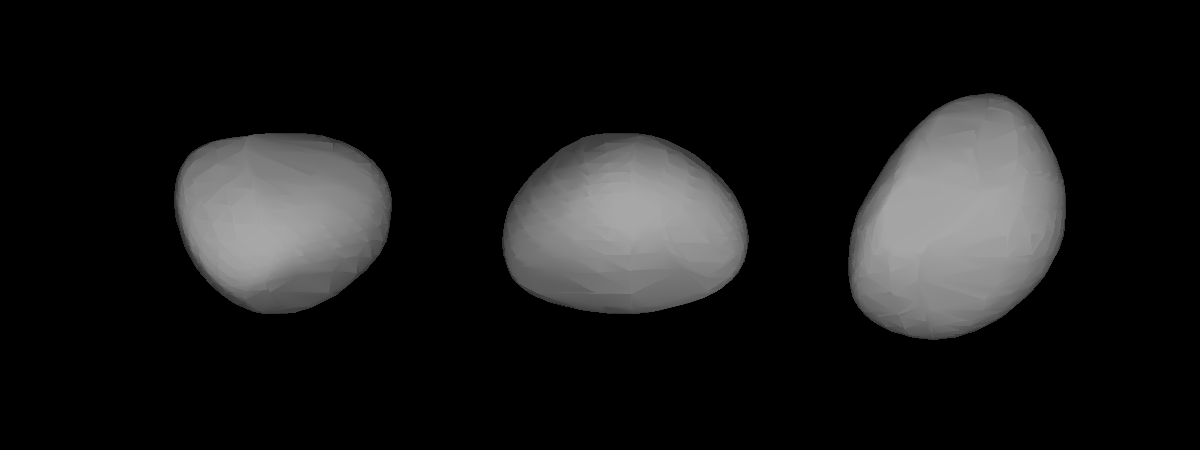
یونومیا ۱۵

سیارک ۱۵ (به انگلیسی: 15 Eunomia) پانزدهمین سیارک کشف شده‌است که در ۲۹ ژوئیه ۱۸۵۱ و در ناپل کشف شد.
قدر مطلق سیارک برابر ۵٫۲۸ است.